# كريستيانو دياز
كريستيانو دياز هو لاعب كرة قدم برازيلي في مركز الدفاع، ولد في 25 مايو 1986 في Machado, Minas Gerais ‏ في البرازيل. لعب مع Desportivo Brasil ‏.